# Roberto Mussi
No confundir con el cantante uruguayo Roberto Musso
Roberto Mussi (Massa, Massa y Carrara, 25 de agosto de 1963) es un exfutbolista y director técnico italiano. Se desempeñaba en la posición de defensa.

## Selección nacional
Fue internacional con la Selección de fútbol de Italia en 11 ocasiones. Debutó el 13 de octubre de 1993, en un encuentro ante la selección de Escocia que finalizó con marcador de 3-1 a favor de los italianos.

### Participaciones en Copas del Mundo
| Mundial                        | Sede           | Resultado  |
| ------------------------------ | -------------- | ---------- |
| Copa Mundial de Fútbol de 1994 | Estados Unidos | Subcampeón |

### Participaciones en Eurocopas
| Eurocopa      | Sede       | Resultado    |
| ------------- | ---------- | ------------ |
| Eurocopa 1996 | Inglaterra | Primera fase |

## Clubes

### Como futbolista
| Club          | País   | Año         |
| ------------- | ------ | ----------- |
| U. S. Massese | Italia | 1981 - 1984 |
| Parma F. C.   | Italia | 1984 - 1987 |
| A. C. Milan   | Italia | 1987 - 1989 |
| Torino F. C.  | Italia | 1989 - 1994 |
| Parma F. C.   | Italia | 1994 - 1999 |

### Como entrenador
| Club (*)    | País   | Año       |
| ----------- | ------ | --------- |
| Parma F. C. | Italia | 2002-2003 |

(*) Equipo juvenil

## Palmarés

### Campeonatos nacionales
| Título              | Club         | País   | Año     |
| ------------------- | ------------ | ------ | ------- |
| Serie C             | Parma F. C.  | Italia | 1985-86 |
| Serie A             | A. C. Milan  | Italia | 1987-88 |
| Supercopa de Italia | A. C. Milan  | Italia | 1988    |
| Serie B             | Torino F. C. | Italia | 1989-90 |
| Copa Italia         | Torino F. C. | Italia | 1992-93 |
| Copa Italia         | Parma F. C.  | Italia | 1998-99 |

### Copas internacionales
| Título            | Club         | País   | Año     |
| ----------------- | ------------ | ------ | ------- |
| Liga de Campeones | A. C. Milan  | Italia | 1988-89 |
| Copa Mitropa      | Torino F. C. | Italia | 1991    |
| Copa de la UEFA   | Parma F. C.  | Italia | 1994-95 |
| Copa de la UEFA   | Parma F. C.  | Italia | 1998-99 |